# Yan Maresz
 (juin 2021).
Il peut être nécessaire de l'améliorer pour respecter le principe de neutralité de point de vue. 

Vous pouvez aider à l'améliorer ou bien discuter des problèmes sur sa page de discussion.
- Il ne s’appuie pas, ou pas assez, sur des sources secondaires ou tertiaires. (Marqué depuis juin 2021)
- Il cherche trop à mettre son sujet en valeur en recourant immodérément au name dropping. Modifiez l'article pour lui faire adopter un ton neutre. (Marqué depuis juin 2021)

- Archive Wikiwix
- Bing
- Cairn
- DuckDuckGo
- E. Universalis
- Gallica
- Google
- G. Books
- G. News
- G. Scholar
- Persée
- Qwant
- (zh) Baidu
- (ru) Yandex
- (wd) trouver des œuvres sur Wikidata

Yan Maresz est un compositeur français né à Monaco le 14 novembre 1966.

## Biographie
Compositeur français né à Monaco en 1966, Yan Maresz a commencé ses études musicales par le piano et la percussion à l’Académie de Musique de Monte-Carlo. Très tôt, il découvre le jazz et se consacre alors à la guitare en autodidacte. En 1983, il devient étudiant du guitariste John Mc Laughlin dont il a été le seul élève, et depuis 1989, le principal orchestrateur et arrangeur. Il étudie le jazz au Berklee College of Music de Boston de 1984 à 1986, et s’oriente progressivement vers l’écriture.
En 1986, obtenant une bourse de la Fondation Princesse Grace de Monaco, il entrera dans la classe de composition de David Diamond au sein de la Juilliard School de New York.
En 1993, il suivra les cours de composition et d'informatique musicale de l'Ircam, où il étudiera notamment avec Tristan Murail.
Parallèlement à la composition, il poursuit pour un temps ses activités dans le monde du jazz; il a notamment travaillé en tant qu’arrangeur et guitariste avec John Mc Laughlin sur ses disques «The Promise», «Time Remembered» et «Thieves & poets». 
En 1995, son œuvre Metallics sera recommandé par l’International Rostrum of Composers de l’Unesco.
De 1995 à 1997, il sera pensionnaire de l'Académie de France à Rome, la Villa Médicis. Il est compositeur en résidence du conservatoire à rayonnement régional de Strasbourg et du Festival Musica en 2003 et 2004.
Ses œuvres sont désormais jouées au sein des plus grands festivals internationaux, tels que la Biennale de Venise, Musica à Strasbourg, le festival de Bath (en), les festivals Présence, Agora et ManiFeste à Paris, le festival de Radio France à Montpelier, le Printemps des Arts de Monte-Carlo, MaerzMusic à Berlin, Ars Musica à Bruxelles, Archipel à Genève, le Festival de Lucerne, Nouvelles Musiques à Montréal, Wien Modern, etc.
Celles-ci sont interprétées par des orchestres tels que le BBC National Orchestra of Wales, le BBC Symphony Orchestra, le Hilversum Radio kammer Orkest, La Chambre Philharmonique, l'Orchestra "Haydn" di Bolzano e Trento, l'Orchestra della Toscana, l'Orchestra Sinfonica Nazionale della RAI, l'Orchestre d’Auvergne, l'Orchestre de Bretagne, l'Orchestre de Cannes, l'Orchestre de Lyon, l'Orchestre de Paris, l'Orchestre de Poitou-Charentes, l'Orchestre des lauréats du conservatoire, l'Orchestre du Capitole de Toulouse, l'Orchestre les Siècles, l'Orchestre lyrique d'Avignon Provence, l'Orchestre philharmonique d'Helsinki, l'Orchestre philharmonique de Monte-Carlo, l'Orchestre symphonique de l’Aube, le Saint-Louis Symphony, l'Orchestre symphonique de la SWR, le Tonhalle-Orchester Zürich ainsi que par les ensembles comme 2E2M, Accentus, Alter Ego Ensemble, Ensemble Alternance, Ensemble Ars Nova, Athelas Sinfonietta Copenhagen, Avanti! Ensemble, Ensemble Barcelona 216, Berkeley chamber players, Ensemble Court-Circuit, Crash Ensemble, Divertimento Ensemble, Ensemble “Giorgio Bernasconi” Dell’accademia Teatro Alla Scala, Ensemble de Musique Contemporaine de Moscou, Ensemble Intercontemporain, Ensemble XII, Fulcrum Point, Glass Farm Ensemble, Hermes Ensemble, Icarus Ensemble, Ensemble Ictus, Klangforum wien, Les Percussions de Strasbourg, London Sinfonietta, Lucern Percussion Group, Ludovico Ensemble, McGill Contemporary Music Ensemble, musikFabrik, Nieuw Ensemble d'Amsterdam, Phace Ensemble, Punctum, Ensemble Remix, Riga Sinfonietta, San Francisco Chamber Players, Ensemble Sillages, Ensemble Sine qua non, Ensemble Sinfonia 21, Ensemble Stravinski, UdK Chamber Ensemble, United Instruments of Lucilin, Unitedberlin ensemble, Varianti.
Ses œuvres ont été dirigées entre autres par Laurence Equilbey, Leif Segerstam, Leonard Slatkin, Matthias Pintscher, Pascal Rophé, Peter Rundel, Philippe Bender, Pierre Boulez, Pierre-André Valade, Semyon Bychkov, Susanna Mälkki, Tito Ceccherini, Jean Deroyer, Ilan Volkov, etc.
De 2007 à 2012, il est professeur de composition au Cursus de composition et d'informatique musicale de l'Ircam. Il est aussi professeur de nouvelles technologies appliquées à la composition au Conservatoire National Supérieur de Musique et de danse de Paris depuis 2007, ainsi que professeur de composition électroacoustique au Conservatoire à rayonnement régional de Boulogne-Billancourt depuis 2001. Il a aussi enseigné l'orchestration au Conservatoire National Supérieur de Musique et de danse de Paris de 2008 à 2012.
Très impliqué dans la recherche musicale au sein de l’Ircam, il est notamment à l’origine de projets de recherche autour de l’orchestration, ayant abouti à la conception des logiciels Orchidee, puis Orchids.
Il est par ailleurs membre du Comité artistique de l'association italienne de musique contemporaine, Repertorio Zero.
Ses œuvres sont éditées aux Éditions Durand.

## Œuvres principales

### Musique soliste
- Étude d'Impacts, pour timbales solo, 2006
- Volubile, pour piano solo, 2001
- Frammenti, pour guitare solo, 2001
- Titube, pour tuba solo, 2001
- Metallics, pour trompette solo et dispositif électronique en temps réel, 1995
- Cascade for Donna Lee, pour piano solo, 1997
- Circumambulation, pour flute solo, 1993

### Musique pour orchestre
- Répliques, pour harpe augmentée et orchestre, 2016 (Commande de l'Orchestre Philharmonique de Radio-France, de l'Orchestre de Strasbourg, de l'Orchestre Philharmonique d'Helsinki, et de Françoise et Jean-Philippe Billarant pour l'Ircam)
- Silhouettes, pour orchestre à cordes, 2005 (commande de Mécénat Musical Société Générale)
- Recto, pour orchestre, 2003 (commande des Ballets de Monte-Carlo)
- Instantanés, pour orchestre à cordes, 2001 (commande d'État pour l'Orchestre d'Auvergne)
- Zigzag Etudes, pour orchestre, 1998 (commande de Radio France)
- Séphire, pour clarinette et orchestre, 1997 (commande d'État pour l'Orchestre de Cannes)
- Mosaiques, pour orchestre, 1992 (commande d'État pour l'Orchestre de Cannes)
- Parmi les étoiles fixes, pour orchestre, 1991 (commande l'Orchestre de Paris)

### Musique pour ensemble
- Network, pour 6 percussions, 2005 (commande d'État pour les percussions de Strasbourg)
- Metal Extensions, trompette et ensemble instrumental, 2001 (commande de l'Ensemble Intercontemporain)
- Festin, pour 12 percussions, 1999 (commande de l'Académie du Festival d'Aix en Provence)
- Eclipse, pour clarinette et 14 instruments, 1999  (commande de Radio France pour le London Sinfonietta)
- Entrelacs, pour flûte, clarinette (clar.basse), piano, vibraphone, violoncelle, contrebasse, 1998 (commande de l'Ensemble Intercontemporain)

### Musique pour ensemble avec électronique
- Tutti, pour ensemble et électronique, 2013 (commande de Françoise et Jean-Philippe Billarant, Kunststiftung NRW et Ensemble musikFabrik)
- Paris qui dort - musique pour le film de René Clair (1925), petit ensemble et électronique, 2005 (commande de l'Auditorium du Louvre)
- Link, pour flûte, clarinette, violon, violoncelle & sampleur, 2005 (commande de Stockholm New Music Festival, Festival Archipel, MaerzMusik, Holland Festival, IRCAM and RomaEuropa Festival)
- Sul Segno, pour harpe, guitare, cymbalum, contrebasse et dispositif électronique, 2004 (commande de l'Ircam)

### Arrangements et orchestrations
- Maurice Ravel : Sonate pour violon, Orchestration pour violon et orchestre, 2016 (commande de l'Orchestre de Lyon)

## Prix et récompenses
- 1991: 2e Prix de composition de la ville de Trieste
- 1994: Prix Rossini de l'Académie des beaux-arts
- 1994: Finaliste du Prix de composition Prince Pierre de Monaco
- 1994: Finaliste du Prix Gaudeamus d'Amsterdam
- 1995: Prix Hervé Dugardin de la Sacem
- 2006: Prix Sacem des jeunes compositeurs

## Résidences
- 1995-1997 : Pensionnaire à l’Académie de France à Rome, Villa Medicis
- 2003, 2004 : Compositeur en résidence du conservatoire à rayonnement régional de Strasbourg et du Festival Musica
- 2004 : Europaïsches Kolleg der Künste, udk, Berlin
- 2012 : Civitella Ranieri Foundation

## Discographie
- Yan MARESZ : Metallics, Eclipse, Entrelacs, Sul segno, Metal Extensions, Ensemble intercontemporain, Jean-Jacques Gaudon (Metallics) et Antoine Curé (Metal Extensions) trompette solo, André Trouttet (Eclipse) clarinette solo, Jonathan Nott direction, collection compositeurs d’aujourd’hui, Ircam Universal Classics France, 2005, 476 7200.
- Eclipse dans le CD de l'ensemble United Instruments of Lucilin (avec des œuvres de Jean-Luc Fafchamps, Luca Francesconi, Claude Lenners), clarinette  Jean-Marc Foltz, Mark Foster direction, Fuga Libera, B00029RRN2.
- Yan MARESZ : Zigzag Etudes pour orchestre, Orchestre Philharmonique de Radio France, direction Pascal Rophé. Radio France éditions, Collection Densité 21.
- Circumambulation dans le CD "Hotel Boltansky" de Manuel Zurria, CD Atopos.